# Delfino (sommergibile 1930)
Il Delfino è stato un sommergibile della Regia Marina.

## Storia
Dopo l'entrata in servizio fu destinato alla II Squadriglia Sommergibili di Media Crociera, basata a La Spezia.
Nel periodo 1º maggio - 18 giugno 1933, svolse agli ordini del CC Ludovico Sitta, assieme al gemello e capo sezione Tricheco, un viaggio in Mar Nero, toccando i porti di Batum, Costanza, Varna e Istanbul; lo scopo era verificare le condizioni dell'attraversamento dello stretto dei Dardanelli.
Nel 1934 fu assegnato alla IV Squadriglia Sommergibili di Napoli (alle dipendenze della quale compì una seconda crociera nel bacino orientale del Mediterraneo, sempre accompagnato dal Tricheco) e nel 1935 fu trasferito a Tobruk.
Dal 9 al 24 dicembre 1936, durante la guerra di Spagna, compì un'infruttuosa missione (al comando del tenente di vascello Folco Buonamici), attaccando un piroscafo fra Barcellona e Tarragona ma senza giungere al lancio dei siluri.
Nel 1937-38 fu inviato in Mar Rosso, dove operò con base Massaua.
Dal dicembre 1938, rientrato in Italia, al maggio 1940 svolse anche attività addestrativa in Alto Adriatico base a Pola, ricevendo anche lavori.
All'inizio del secondo conflitto mondiale aveva base a Lero, inquadrato nel V Grupsom; operò in Mare Egeo: già il 10 giugno 1940 (al comando del tenente di vascello Giuseppe Aicardi) era in missione nei pressi di Caso. Il 18 luglio fu attaccato con un siluro da un sommergibile avversario nel Canale di Doro; schivò il siluro e alcune ore più tardi contrattaccò con il lancio di una seconda arma, che sembrò colpire, ma non esistono riscontri.
Il 15 agosto 1940 il Delfino si rese protagonista di un episodio molto discusso. Il 14 agosto il comandante Aicardi aveva ricevuto a Lero, da parte del governatore del Dodecaneso Cesare De Vecchi e dell'ammiraglio Domenico Cavagnari, l'ordine di portarsi in acque greche (De Vecchi consigliò le isole di Tino e Sira) per attaccare mercantili impegnati nel trasporto di materiali bellici in favore degli Alleati; la direttiva proveniva dai vertici militari, a Roma. Alle 8.30 del 15 agosto, penetrato nella rada di Tino – dove si stava svolgendo una solenne cerimonia per la celebrazione del giorno dell'Assunta – lanciò tre siluri contro il vecchio e piccolo incrociatore leggero greco (dunque neutrale) Elli: una delle armi colpì la nave, che saltò in aria.
Come Aicardi avesse potuto equivocare l'ordine ricevuto, che non parlava di navi da guerra, non è mai stato chiarito: in seguito sostenne di aver avvistato due mercantili privi di segnali che ne indicassero la neutralità, di aver manovrato per attaccarli ma di essere stato avvistato dall’Elli che si era diretto contro il Delfino, obbligandolo a silurarlo: in realtà tale versione non è credibile, perché l’Elli si trovava ormeggiato in mezzo a numerose barche pavesate a festa, dunque senza possibilità di muovere. La responsabilità dell'azione non fu subito nota (Italia e Inghilterra si accusarono reciprocamente) ma fu chiarita ben presto, con il ritrovamento della parte posteriore di un siluro italiano. L'episodio ebbe ripercussioni molto negative nei rapporti fra Italia e Grecia, tanto che, a guerra finita, la Grecia chiese e ottenne la cessione del moderno incrociatore leggero italiano Eugenio di Savoia, ribattezzato Elli.
Il 29 novembre 1940, con il capitano di corvetta Alberto Avogadro di Cerrione come nuovo comandante, attaccò un convoglio greco al largo dell'isola di Kaloyeri, lanciando due siluri contro un cacciatorpediniere (che alcune fonti indicano come il greco Psara) e disimpegnandosi poi in immersione: avvertì due scoppi, ma non esistono conferme di danneggiamenti.
Il 1º agosto 1941, nottetempo, mentre navigava a settentrione di Ras Azzaz (Cirenaica), fu attaccato da un idrovolante inglese Short Sunderland: nello scontro che ne seguì il velivolo fu centrato e precipitò in mare e lo stesso Delfino, a sua volta colpito e danneggiato, ne recuperò 4 sopravvissuti.
Nel settembre 1941, durante l'operazione britannica «Halberd» (si trattava di un'operazione di rifornimento di Malta, ma i vertici navali italiani ritenevano potesse trattarsi di una missione offensiva contro le coste italiane), fu dislocato a sudovest delle coste della Sardegna.
Operò quindi in funzione offensiva nel canale di Sicilia e al largo di Malta.
Il Delfino svolse in tutto 18 missioni offensivo-esplorative e 11 di trasferimento, per totali 15.673 miglia percorse in superficie e 1756 in immersione.
Dal 24 febbraio al 9 novembre 1942 – con il tenente di vascello Mario Violante come comandante – operò alle dipendenze della Scuola Sommergibili di Pola, svolgendo 67 missioni addestrative e qualche pattugliamento antisommergibile nell'Adriatico settentrionale.
Fu poi assegnato (dal 10 novembre 1942) alle missioni di trasporto di rifornimenti per la Libia: effettuò tre missioni, con il trasporto in tutto di 207 tonnellate di rifornimenti (147,7 di munizioni e 59,3 di carburante); il 6 gennaio 1943 ultimò la sua terza missione e subì poi lavori di manutenzione a Taranto sino al 20 marzo.
Alle 12.15 del 23 marzo 1943 il sommergibile salpò da Taranto con destinazione Augusta, accompagnato da un'unità adibita al pilotaggio. Alle 13.15, causa probabilmente di un guasto al timone del sommergibile, che provocò un'involontaria e decisa accostata, il Delfino tagliò la strada alla pilotina che lo speronò a poppa, provocandone il repentino affondamento (avvenuto in pochi minuti) a circa 6,5 miglia per 205° da Capo San Vito (Taranto).
S'inabissarono con il sommergibile il direttore di macchina, capitano del Genio Navale Giuseppe Serafica, 7 sottufficiali e 20 fra sottocapi e marinai.